# Чемпіонат України з футзалу серед жінок 2020—2021
Чемпіонат України з футзалу серед жінок 2020—2021 — 27-й чемпіонат України, в якому переможцем стала Збірна Харківської області-«Тесла» під керівництвом В. Л. Сухомлинова.

## Учасники
Порівняно з попереднім чемпіонатом команд стало більше, а саме 15. Була представлена північна, центральна, східна і західна Україна.
| - «Багіра-ДЮСШ» (м. Лиман, Донецька область) - «Дніпро» (Черкаси) - «ДЮСШ №1»-Збірна м. Хмельницького (Хмельницький) - «ДЮСШ ім. Бутовського» (Полтава) - Збірна Харківської області-«Тесла» (Харків) - «IMS-НУХТ» (Київ) - «Кобра» (м. Білокуракине, Луганська область) - «КСДЮШОР Динамо-Тесла-2» (Харків) | - «Ладомир» (м. Володимир-Волинський, Волинська область) - «Легіон» (Луцьк) - «Лідер»-Збірна Полтавської області (Полтава) - «Луганочка» (Луганськ) - «Mezzo»-Збірна Харківської області (Харків) - «Університет Драгоманова» (Київ) - «Фенікс» (Київ) |

## Регіональний розподіл
| Регіон              | Кіл-ть команд | Команди                                      |
| ------------------- | ------------- | -------------------------------------------- |
| Київ                | 3             | IMS-НУХТ, Університет Драгоманова, Фенікс    |
| Харківська область  | 3             | Mezzo-ЗХО, ЗХО-Тесла, КСДЮШОР Динамо-Тесла-2 |
| Волинська область   | 2             | Ладомир, Легіон                              |
| Луганська область   | 2             | Луганочка, Кобра                             |
| Полтавська область  | 2             | ДЮСШ ім. Бутовського, Лідер-ЗПО              |
| Донецька область    | 1             | Багіра-ДЮСШ                                  |
| Хмельницька область | 1             | ДЮСШ №1-Збірна м. Хмельницького              |
| Черкаська область   | 1             | Дніпро                                       |

## Регулярний сезон

### Група 1

#### Підсумкова таблиця
| М | Команда                                   | І | В | Н | П | РМ    | О  |
| - | ----------------------------------------- | - | - | - | - | ----- | -- |
|   | Збірна Харківської області-«Тесла» Харків | 6 | 6 | 0 | 0 | 74−6  | 18 |
|   | «ДЮСШ ім. Бутовського» Полтава            | 6 | 3 | 0 | 3 | 31−31 | 9  |
|   | «Mezzo»-Збірна Харківської області        | 6 | 2 | 0 | 4 | 14−58 | 6  |
| 4 | «Лідер»-Збірна Полтавської області        | 6 | 1 | 0 | 5 | 13−37 | 3  |

### Група 2

#### Підсумкова таблиця
| М | Команда                         | І | В | Н | П | РМ    | О  |
| - | ------------------------------- | - | - | - | - | ----- | -- |
|   | «КСДЮШОР Динамо-Тесла-2» Харків | 6 | 5 | 0 | 1 | 57−12 | 15 |
|   | «Багіра-ДЮСШ» Лиман             | 6 | 5 | 0 | 1 | 51−12 | 15 |
|   | «Луганочка» Луганська обл.      | 6 | 2 | 0 | 4 | 13−46 | 6  |
| 4 | «Кобра» Білокуракине            | 6 | 0 | 0 | 6 | 10−61 | 0  |

### Група 3

#### Підсумкова таблиця
| М | Команда          | І | В | Н | П | РМ    | О  |
| - | ---------------- | - | - | - | - | ----- | -- |
|   | «IMS-НУХТ» Київ  | 4 | 4 | 0 | 0 | 39−3  | 12 |
|   | «Дніпро» Черкаси | 4 | 2 | 0 | 2 | 13−25 | 6  |
|   | «Фенікс» Київ    | 4 | 0 | 0 | 4 | 11−35 | 0  |

### Група 4

#### Підсумкова таблиця
| М | Команда                           | І | В | Н | П | РМ    | О  |
| - | --------------------------------- | - | - | - | - | ----- | -- |
|   | «Університет Драгоманова» Київ    | 6 | 5 | 1 | 0 | 32−10 | 16 |
|   | «Ладомир» Вол.-Волинський         | 6 | 4 | 1 | 1 | 54−20 | 13 |
|   | «ДЮСШ №1»-Збірна м. Хмельницького | 6 | 2 | 0 | 4 | 42−35 | 6  |
| 4 | «Легіон» Луцьк                    | 6 | 0 | 0 | 6 | 3−66  | 0  |

## 2 етап

### 1-4 місця

#### Підсумкова таблиця
| М | Команда                                   | І | В | Н | П | РМ    | О  |
| - | ----------------------------------------- | - | - | - | - | ----- | -- |
|   | Збірна Харківської області-«Тесла» Харків | 6 | 6 | 0 | 0 | 31−4  | 18 |
|   | «IMS-НУХТ» Київ                           | 6 | 4 | 0 | 2 | 23−8  | 12 |
|   | «Університет Драгоманова» Київ            | 6 | 2 | 0 | 4 | 23−19 | 6  |
| 4 | «Багіра-ДЮСШ» Лиман                       | 6 | 0 | 0 | 6 | 11−57 | 0  |

### 5-8 місця

#### Підсумкова таблиця
| М | Команда                         | І | В | Н | П | РМ    | О |
| - | ------------------------------- | - | - | - | - | ----- | - |
| 5 | «ДЮСШ ім. Бутовського» Полтава  | 4 | 3 | 0 | 1 | 32−20 | 9 |
| 6 | «Дніпро» Черкаси                | 4 | 2 | 0 | 2 | 19−16 | 6 |
| 7 | «КСДЮШОР Динамо-Тесла-2» Харків | 3 | 2 | 0 | 1 | 16−16 | 6 |
| 8 | «Ладомир» Вол.-Волинський       | 3 | 0 | 0 | 3 | 0−15  | 0 |